# Lophospingus
Genre
Lophospingus est un genre de passereaux de la famille des Thraupidae.

## Liste d'espèces
D'après la classification de référence du Congrès ornithologique international (ordre phylogénique) :
- Lophospingus pusillus (Burmeister, 1860) - Lophospingue à huppe noire ou Cardinal nain de Bolivie ou Pinson couronné noir
- Lophospingus griseocristatus (Orbigny et Lafresnaye, 1837) - Lophospingue gris